# Ban Chiang
Ban Chiang (tajsko บ้านเชียง, izgovorjeno [bâːn tɕʰīa̯ŋ]) je arheološko najdišče v okrožju Nong Han v provinci Udon Thani na Tajskem. Od leta 1992 je na Unescovem seznamu svetovne dediščine. Mesto, odkrito leta 1966, je najprej pritegnilo zanimanje zaradi starodavne rdeče pobarvane keramike. Pred kratkim je mednarodno pozornost pritegnilo leta 2008, ko je ameriško ministrstvo za pravosodje po tajni preiskavi, ki se je začela leta 2003, izvedlo racijo v več muzejih zaradi njihove vloge pri trgovini s starinami Ban Chiang.

## Odkritje
Vaščani so v preteklosti odkrili nekaj keramike, ne da bi vedeli, kakšna je njihova starost ali zgodovinski pomen. Avgusta 1966 je Steve Young, študent politologije na kolidžu Harvard, živel v vasi in vodil intervjuje za svojo diplomsko nalogo. Young, ki je govoril tajščino, je bil seznanjen z delom Wilhelma Solheima in njegovo teorijo o možnem starodavnem izvoru civilizacije v jugovzhodni Aziji. Nekega dne, ko se je Young sprehajal po poti v Ban Chiangu s svojim pomočnikom, učiteljem umetnosti na vaški šoli, se je Young spotaknil ob korenino drevesa kapok in padel na obraz na umazani poti. Pod njim so bili vidni vrhovi majhnih in srednje velikih lončenih vrčev. Young je ugotovil, da so bili neglazirani lončeni lonci slabo žgani in precej stari, vendar so bili dizajni na površini posod edinstveni. Vzorce loncev je odnesel princesi Phanthip Chumbote v zasebnem muzeju palače Suan Pakkad v Bangkoku in Chin Yu Diju iz tajskega vladnega oddelka za likovno umetnost. Kasneje je Elisabeth Lyons, umetnostna zgodovinarka pri Fordovi fundaciji, poslala črepinje iz Ban Chianga na Univerzo v Pensilvaniji na datiranje. Na žalost so zgodnja publiciteta, lepota loncev in prepričanje, da so lonci stari več tisoč let, pripeljali do vnetega zbirateljstva in posledično vnetega plenjenja vaščanov.

## Arheologija
Oddelek za likovno umetnost Tajske je v 1960-ih in zgodnjih 1970-ih izvedel več manjših izkopavanj. Ta izkopavanja so razkrila okostja, bronaste artefakte in bogastvo loncev. Najdeni so bili tudi delci riža, kar je vodilo do prepričanja, da so bili bronastodobni naseljenci verjetno kmetje. Najstarejši grobovi na tem mestu ne vključujejo bronastih artefaktov in so torej iz neolitske kulture; najnovejši grobovi so iz železne dobe.

### Izkopavanja 1974-1975
Prvo intenzivno izkopavanje Ban Chianga je bilo skupno prizadevanje Muzeja Univerze v Pensilvaniji in tajskega oddelka za likovno umetnost s sodirektorjema Chesterjem Gormanom in Pisitom Charoenwongso. Cilj ni bil samo raziskati najdišče, temveč usposobiti tajske in zahodne arheologe za najnovejše tehnike. Zaradi plenjenja so imeli težave pri iskanju nemotenih območij za izkopavanje, vendar so se naselili na dveh območjih, oddaljenih 100 metrov. Izkazalo se je, da so kraji veliko bogatejši z najdbami, kot je bilo pričakovano, značilna rdeče-na-bela keramika, ki je vzbudila toliko zanimanja, pa se je izkazala za precej pozno (300 pr. n. št.– 200 n. š.), s številnimi ravnmi enako omembe vredne keramike in drugih kulturnih ostane pod njimi. Še bolj vznemirljivo je, da so izkopavanja odkrila lončke in druge dokaze o obdelavi kovin, ki kažejo, da so vaščani Ban Chianga že od zgodnjega obdobja izdelovali lastne kovinske artefakte, namesto da bi jih preprosto uvažali od drugod. Najdeni bronasti predmeti vključujejo zapestnice, prstane, gležnjarje, žice in palice, sulične osti, sekire in tesla, kavlje, rezila in zvončke. Po dveh sezonah izkopavanja je bilo šest ton lončenine, kamna in kovinskih artefaktov poslanih v analizo v muzej Univerze v Pennsylvaniji. Zgodnja smrt Cheta Gormana leta 1981, v starosti 43 let, je upočasnila proces analize in objave.
To najdišče so pogosto imenovali »pokopališče«, vendar so raziskave pokazale, da so bili pokojniki pokopani poleg bivališč ali pod njimi. Ta praksa se imenuje stanovanjski pokop.

#### Življenjski slog, kot ga razkrivajo človeški ostanki
Med izkopavanji v letih 1974-1975 je bilo najdenih najmanj 142 ločenih grobov. Analiza človeških ostankov, ki sta jo opravila Michael Pietrusewsky in Michele Toomay Douglas, je razkrila, da so ljudje živeli živahen in aktiven življenjski slog z malo dokazov o medčloveškem nasilju ali kakršni koli obliki vojskovanja. Preživetje je temeljilo na mešanem kmetijstvu/lovu/nabiralništvu, sočasnem z metalurgijo. Ugotovitev, da je bila večstoletna okupacija mesta večinoma miroljubna, potrjuje pomanjkanje kovinskega orožja.

## Datacija artefaktov
Izkopavanju v Ban Chiangu v letih 1974–1975 je sledil članek Chesterja Gormana in Pisita Charoenwongse, ki trdita o najzgodnejših datumih na svetu za ulivanje brona in obdelavo železa. Kasnejša izkopavanja, vključno s tistimi v Ban Non Watu, so zdaj pokazala, da predlagani zgodnji datumi za Ban Chiang niso verjetni. Pri prvih datacijah artefaktov je bila uporabljena tehnika termoluminiscence, kar je povzročilo razpon od 4420–3400 pr. n. št., zaradi česar bi bilo to najdišče najzgodnejša bronastodobna kultura na svetu. Ti datumi so vzbudili zanimanje po vsem svetu. Termoluminiscenčno datiranje keramike je bilo takrat eksperimentalna tehnika in so jo uporabili za črepinje Ban Chiang negotovega izvora. Vendar pa je z izkopavanjem v letih 1974–1975 na voljo dovolj materiala za radiokarbonsko datiranje. Ponovna analiza z radiokarbonskim datiranjem je pokazala, da je bolj verjeten datum najzgodnejše metalurgije v Ban Chiangu ok. 2000–1700 pr. n. št. Datum 2100 pr. n. št. je bil pridobljen iz riževih fitolitov, vzetih iz notranjosti grobne posode najnižjega groba, ki ni imel kovinskih ostankov. Najmlajši grob je bil okoli leta 200 n. št. Izdelovanje brona se je začelo okoli leta 2000 pr. n. št., kar dokazujejo lončki in bronasti fragmenti. Charles Higham z univerze v Otagu je izvedel kontrastno analizo z uporabo kosti ljudi, ki so živeli v Ban Chiangu, in kosti živali, pokopanih z njimi. Dobljene ugotovitve so bile analizirane z uporabo Bayesove statistike in rezultati so pokazali, da je bila začetna naselbina Ban Chianga okoli 1500 pr. n. št., s prehodom v bronasto dobo okoli 1000 pr. n. št. Kronologija metalurgije Ban Chiang je še vedno predmet precejšnjega spora.

## Metalurgija
Ban Chiang, skupaj z drugimi okoliškimi vasmi na severovzhodu Tajske, vsebuje veliko bronastih artefaktov, ki dokazujejo, da so metalurgijo izvajali v majhnih vaseh pred skoraj štiri tisoč leti. To je zanimivo za arheologe, saj je starodavna metalurgija jugovzhodne Azije cvetela brez prisotnosti militaristične ali urbanizirane države, za razliko od mnogih drugih starodavnih družb, ki so obvladale metalurgijo.
Dr. Joyce White in Elizabeth Hamilton sta soavtorici štiridelne monografije o kovinah Ban Chiang, najobsežnejše te vrste v raziskavi Ban Chiang. Delo predstavlja kovine in sorodne dokaze z najdišča ter treh drugih najdišč na severovzhodu Tajske: Ban Tong, Ban Phak Top in Don Klang. To je drugi del v seriji monografij tajske arheologije, ki jo je izdala založba University of Pennsylvania Press in razdeljena za Muzej arheologije in antropologije Univerze v Pensilvaniji.
V monografiji White in Hamiltonova katalogizirata in razvrščata kovinske artefakte ter prispevata h kronološkemu diskurzu Ban Chianga. Kovine so celovito analizirali skozi inovativne tehnološke perspektive, da bi razumeli starodavne kovine v njihovih družbenih kontekstih. Da bi to naredili, naredijo sistematične ocene glede na tipološki razpon, variacije v kovinski sestavi in proizvodnih tehnikah, dokaze za proizvodne dejavnosti na kraju samem in kontekstualne dokaze za odlaganje kovinskih najdb. White in Hamiltonova tudi pišeta, da lahko regionalne razlike v znanju in izkušnjah kovinarjev razkrijejo pretekla omrežja skupnosti metalurške prakse, ki bi lahko imela pomembne posledice za gospodarska in družbena omrežja tistega časa, pa tudi za to, kako so se ta skozi čas spreminjala. Ena od njunih glavnih ugotovitev je, da je bila večina izdelkov iz bakrovih zlitin ulitih v lokalnih vaseh in ne v velikih centraliziranih delavnicah.
White, vodilni poznavalec Ban Chianga, vodi organizacijo, Inštitut za arheologijo jugovzhodne Azije (ISEAA), ki upravlja projekt Ban Chiang v muzeju Univerze v Pensilvaniji. Projekt vodi zbirko podatkov o kovinah z odprtim dostopom, ki predstavlja podatke o kovinah in s kovinami povezanih artefaktih, najdenih v Ban Chiangu in okoliških mestih. Kovinski artefakti so razvrščeni v devet skupin: zapestnice, kopače/vzvodi, rezila, konice, zvonovi, žice/palice, ploščati, amorfni in razno. Tri skupine, povezane s kovinami, so lončki, kalupi in žlindra. Baza podatkov o kovinah beleži tudi časovno obdobje, v katerem so bili artefakti ustvarjeni, in tehnične analize, opravljene na vsakem artefaktu.

## Status Unescove dediščine
Samo mesto je bilo leta 1992] razglašeno za območje Unescove svetovne dediščine v skladu z merili iii, ki opisujejo območje, ki »nosi edinstveno ali vsaj izjemno pričevanje o kulturni tradiciji ali civilizaciji, ki živi ali je izginila«.

### Narodni muzej Ban Chiang
Najdišče je vse bolj privlačno za tajske in mednarodne turiste, zanimanje pa je spodbudil muzej mesta, ki je nenehno nadgrajeval svoje stavbe in razstave o najdišču, njegovem odkritju in arheološki interpretaciji ter zgodovini zanimanja za to najdišče s strani Tajske kraljeve družine. Muzej vključuje natančno odprto sceno izkopavanj v približno 700 metrov oddaljenem templju, imenovanem Wat Pho Si Mai, z artefakti kulture Ban Chiang in simuliranimi okostnjaki, prikazanimi, kot so se pojavili med izkopavanjem. V muzejsko zbirko je vključena potujoča razstava, ki jo je kustosil dr. White, z naslovom Ban Chiang, Discovery of a Lost Bronze Age, ki je mednarodno gostovala po izkopavanjih muzeja Penn v letih 1974–75 in leta 1987 postala del stalne razstave muzeja Ban Chiang. Muzej vključuje »prikaze in informacije, ki poudarjajo tri glavna obdobja in šest podobdobij«, kot tudi splošno zgodovino mesta in zgodovino izkopavanj. Artefakti iz muzeja so prikazani tudi na spletni strani Virtual Museum. Najdišče in muzej je pregledalo več popotniških publikacij, vključno s CNN, TripAdvisor  in uradna turistična stran Tajske. Ta turistični promet je močno vplival na vaško gospodarstvo, saj se je v bližini muzeja razvilo več majhnih trgovin in restavracij.